# Nesowithius dilatimanus
Nesowithius dilatimanus är en spindeldjursart som beskrevs av Volker Mahnert 1988. Nesowithius dilatimanus ingår i släktet Nesowithius och familjen Withiidae. Inga underarter finns listade i Catalogue of Life.